# Id (Unix)
id è un comando dei sistemi operativi Unix-like che stampa l'user identifier (UID) o il group identifier (GID) dell'account che sta eseguendo il programma.
Come parte del GNU Core Utilities, è software libero.

## Esempi
Un esempio del comando id eseguito dall'utente alice in una sessione Bash:
```
alice@darkstar:~$
 
id

uid
=
1016
(
alice
)
 
gid
=
100
(
users
)
 
groups
=
100
(
users
)

```

L'account di root ha un UID pari a 0:
```
root@darkstar:~#
 
id

uid
=
0
(
root
)
 
gid
=
0
(
root
)
 
groups
=
0
(
root
)

```

Il comando whoami, divenuto obsoleto a causa di id, mostra l'ID come l'username dell'utente:
```
alice@darkstar:~$
 
whoami
alice
alice@darkstar:~$
 
id
 
-un
   
# Where `-u` refers to `--user` and `-n` refers to `--name`

alice

```